# Banca Centrală Europeană
Banca Centrală Europeană (BCE) este banca centrală a Uniunii Europene, cu funcția de administrare a politicii monetare în Zona euro a celor 20 de țări care folosesc euro ca monedă. Își are sediul în Frankfurt am Main.
Banca a fost înființată la 1 iunie 1998, ca urmare a Tratatului de la Amsterdam. 
BCE colaborează cu băncile centrale din toate cele 27 de state membre ale Uniunii Europene. Împreună, formează Sistemul European al Băncilor Centrale (SEBC).
BCE stabilește cadrul cooperării dintre băncile centrale ale celor 20 state membre care au adoptat moneda unică și alcătuiesc împreună zona euro. Cooperarea existentă la nivelul acestui grup restrâns poartă numele de „eurosistem”.
BCE are ca obiectiv menținerea inflației la un nivel inferior, dar apropiat de 2%. BCE are dreptul exclusiv de a autoriza emiterea de bancnote, drept obținut prin Tratatul de la Maastricht. Stabilitatea prețurilor este definită ca o creștere anuală a indicelui armonizat al prețurilor de consum (IAPC) din zona euro de sub 2%, stabilitatea prețurilor trebuie menținută pe termen mediu.

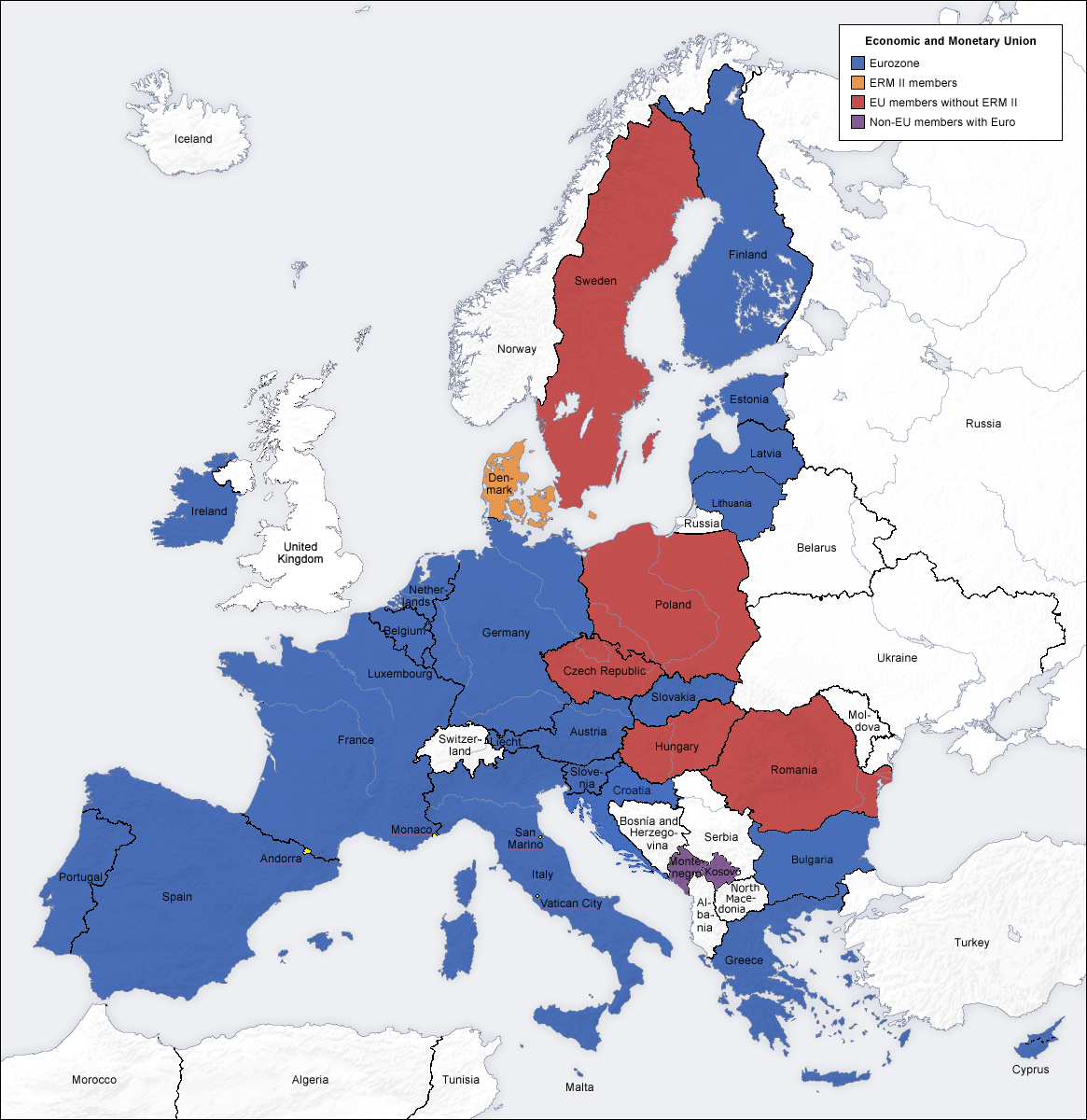
Harta țărilor europene legate de Euro, la 1 ianuarie 2011
Țări UE cu Euro
Țări UE cu ERM II
Țări UE fără ERM II
Țări cu Euro

     Țări UE cu Euro
     Țări UE cu ERM II
     Țări UE fără ERM II
     Țări cu Euro

## Istorie
Tratatul de la Maastricht a fost negociat și ratificat de parlamentele naționale pornind de la premisa că, în timp, toate statele membre ale
UE vor adopta moneda euro și, prin urmare, Sistemul European al Băncilor Centrale va îndeplini toate atribuțiile legate de moneda unică.
Banca Centrală Europeană a fost înființată la data de 1 iunie 1998, devenind banca centrală independentă responsabilă de moneda unică europeană (euro), care a fost lansată în luna ianuarie 1999.
În luna mai 1998, Consiliul European a adoptat una dintre deciziile cele mai importante din istoria integrării europene. Liderii UE au hotărât că 11 state membre îndeplineau condițiile pentru adoptarea euro. Acest eveniment istoric își are originea în semnarea, în anul 1992, a Tratatului de la Maastricht, prin care a fost definit cadrul instituțional al Sistemul European al Băncilor Centrale. Timp de aproximativ 10 ani stabilitatea prețurilor a fost menținută în general, în pofida majorărilor semnificative ale prețurilor materiilor prime la nivel mondial, care au afectat Europa și restul lumii și asupra cărora politica monetară nu are nicio influență directă, ceea ce a determinat creșterea ratei medii a inflației la un nivel ușor superior celui de 2% după adoptarea monedei euro. În deceniile care au precedat lansarea monedei euro, ratele anuale medii ale inflației din țările respective erau mult mai ridicate decât cele din zona euro în ultimii 10 ani. Integrarea monetară europeană a debutat la începutul anilor ’60, atunci când cei șase membri ai Comunității Economice Europene (CEE) au inițiat cooperarea în domeniul afacerilor monetare. În anul 1969, în urma unei serii de crize a cursului de schimb și a balanței de plăți, liderii celor șase țări membre ale CEE au decis elaborarea unui plan de uniune economică și monetară. Această decizie s-a materializat în anul 1970, sub forma Raportului Werner, care prevedea realizarea uniunii în trei etape până în anul 1980.
Acest proiect ambițios a fost abandonat în anul 1971, după prăbușirea sistemului cursurilor de schimb fixe de la Bretton Woods. Primul pas a fost făcut în 1972, odată cu crearea așa-numitului „șarpe monetar”, care avea drept scop stabilizarea cursurilor de schimb pentru mai multe monede europene, dar care a devenit curând victima unor noi tulburări monetare și a recesiunii internaționale care a urmat primei crize petroliere din anul 1973. După ce mai multe monede au aderat la acest sistem sau l-au părăsit, „șarpele” se limita în 1977 la „zona mărcii germane”, formată din Germania, țările din Benelux și Danemarca.
Consiliul European a încredințat unui comitet de experți, prezidat de Jacques Delors, mandatul de a formula propuneri pentru posibilitatea realizării uniunii economice și monetare europene. Rezultatul a fost Raportul Delors, care a condus la conturarea Tratatului de la Maastricht, semnat de șefii de stat și de guvern ai statelor membre ale UE în anul 1992 și ratificat de toate țările Uniunii Europene până în anul 1993. Acest Tratat a stat la baza introducerii, după aproximativ 10 ani, a monedei euro. 
Institutul Monetar European (IME), înființat în anul 1994, a demarat pregătirea cadrului de reglementare, organizatoric și logistic necesar noului sistem supranațional al băncilor centrale, esențial pentru crearea Băncii Centrale Europene și a Sistemului European al Băncilor Centrale, pentru îndeplinirea sarcinilor acestora și pentru introducerea noii monede unice.

## Funcții
- Distribuția și supravegherea stabilității monedei euro
- Definirea politicii europene a intereselor și controlul rezervelor de bani
- Cooperarea cu băncile naționale

Funcțiile BCE sunt menționate în Tratatul de la Maastricht. Pentru a putea să lucreze eficient, BCE nu are voie să depindă de puterea politică, o chestiune pe care criticii o aduc deseori în discuție.
BCE a fost creată după modelul Băncii Federale Germane Deutsche Bundesbank.
BCE și sistemul de bănci centrale europene în ansamblu, care include și băncile centrale din toate statele Uniunii Europene, au primit sarcina de a menține stabilitatea prețurilor și de a asigura credibilitatea monedei unice. Euro, moneda unică europeană, a fost lansată în ianuarie 1999.

## Organe de decizie

### Consiliului Guvernatorilor BCE
Consiliului Guvernatorilor BCE este alcătuit din membri ai Comitetului executiv (șase membri) plus guvernatorii băncilor naționale ce fac parte din zona euro (17 membri). Este cel mai important organ de decizie al BCE. Principalele responsabilități ale Consiliului guvernatorilor sunt:
- stabilirea politicii monetare a zonei euro, respectiv luarea de decizii referitoare la ratele dobânzilor reprezentative ale BCE;
- adoptarea orientărilor și luarea deciziilor necesare executării atribuțiilor încredințate Eurosistemului.

În caz de paritate de voturi, președintele Bancii Centrale Europene are votul decisiv.
Consiliul guvernatorilor se reunește, de regulă, de două ori pe lună, în prima și a treia zi de joi a lunii în clădirea Eurotower din Frankfurt pe Main, Germania. 
Conform Statutului SEBC, Consiliul guvernatorilor BCE trebuie să se întrunească de cel puțin zece ori pe an. Președintele Consiliului UE, precum și un membru al Comisiei Europene, pot asista la ședințe, însă numai membrii Consiliului guvernatorilor au drept de vot.
| Consiliul guvernatorilor în data            | Persoanele membre în Consiliul guvernatorilor |
| ------------------------------------------- | --- |
| Consiliul guvernatorilor în luna iunie 1998 | Luis Ángel Rojo, Alfons Verplaetse, Antonio Fazio, Yves Mersch, António José Fernandes de Sousa, Matti Vanhala, Klaus Liebscher, Nout Wellink, Jean-Claude Trichet, Maurice O’Connell, Hans Tietmeyer, Eugenio Domingo Solans, Otmar Issing, Christian Noyer, Willem Frederik Duisenberg, Sirkka Hämäläinen, Tommaso Padoa-Schioppa                  |
| Consiliul guvernatorilor în luna iunie 2008 | Jürgen Stark, Erkki Liikanen, Klaus Liebscher, Nicholas C. Garganas, Nout Wellink, Marko Kranjec, John Hurley, Miguel Fernández Ordóñez, Christian Noyer, Axel A. Weber, Lorenzo Bini Smaghi, Michael C. Bonello, Yves Mersch, José Manuel González-Páramo, Lucas D. Papademos, Jean-Claude Trichet, Gertrude Tumpel-Gugerell, Athanasios Orphanides |

### Comitetul executiv al BCE
Comitetul executiv al BCE este ales la fiecare 8 ani și este format dintr-un președinte, un vicepreședinte și alți patru membri. 
La începerea lucărilor pe 1 ianuarie 1999 olandezul Willem Frederik Duisenberg a fost ales președinte. El a fost înlocuit la 1 noiembrie 2003 de francezul Jean-Claude Trichet. Comitetul executiv decide ocupațiile BCE și este ales la recomandarea consiliului BCE. Toți membrii sunt numiți de Consiliul European în baza unei decizii adoptate cu majoritate calificată.
Responsabilități:
- pregătește reuniunile Consiliului guvernatorilor;
- aplică politica monetară pentru zona euro, în concordanță cu orientările specificate și deciziile adoptate de Consiliul guvernatorilor. În acest sens, Comitetul executiv furnizează instrucțiunile necesare BCN din zona euro;
- gestionează activitatea zilnică a BCE;
- exercită anumite competențe care i-au fost delegate de către Consiliul guvernatorilor. Unele dintre acestea au caracter de reglementare.

| Comitetul executiv în data             | Persoanele membre în Comitetul executiv |
| -------------------------------------- | --- |
| Comitetul executiv în luna iunie 1998: | Willem Frederik Duisenberg (președinte), Christian Noyer (vicepreședinte), Tommaso Padoa-Schioppa, Otmar Issing, Eugenio Domingo Solans, Sirkka Hämäläinen      |
| Comitetul executiv în luna iunie 2008  | Jean-Claude Trichet (președinte), Lucas D. Papademos (vicepreședinte), Jürgen Stark, José Manuel González-Páramo, Lorenzo Bini Smaghi, Gertrude Tumpel-Gugerell |

### Consiliul general
Consiliul general este alcătuit din președintele BCE, vicepreședintele BCE și guvernatorii băncilor centrale naționale (BCN) ale celor 27 de state membre ale UE.
Ceilalți membri ai Comitetului executiv al BCE, președintele Consiliului UE și un membru al Comisiei Europene pot participa la ședințele Consiliului general, dar nu au drept de vot.
În concordanță cu prevederile Statutului Sistemului European al Băncilor Centrale și al Băncii Centrale Europene, Consiliul general va fi dizolvat după ce toate statele membre ale UE vor fi adoptat moneda unică.
Consiliul general poate fi considerat un organ de tranziție. Acesta îndeplinește atribuțiile preluate de la Institutul Monetar European, care îi revin BCE în cea de-a treia etapă a Uniunii Economice și Monetare, având în vedere faptul că nu toate statele membre ale UE au adoptat încă euro. Ședințele Consiliului general pot fi convocate ori de câte ori președintele consideră oportun sau la cererea a cel puțin trei dintre membrii săi. Consiliul general se reunește de obicei la Frankfurt, o dată la trei luni.

## Președinți ai Băncii Centrale Europene
| Nr. | Anii în care a fost președinte       | Nume                       | Poză |
| --- | ------------------------------------ | -------------------------- | ---- |
| 1   | 1 iulie 1998 - 31 octombrie 2003     | Willem Frederik Duisenberg |      |
| 2   | 1 noiembrie 2003 - 31 octombrie 2011 | Jean-Claude Trichet        |      |
| 3   | 1 noiembrie 2011 - 31 octombrie 2019 | Mario Draghi               |      |
| 4   | 1 noiembrie 2019 -                   | Christine Lagarde          |      |

## Organizare
Banca Centrală Europeană are un capital subscris de 5 miliarde de euro, capital deținut de băncile centrale naționale. Acțiunile Băncii Centrale Europene nu sunt transferabile și nu pot fi folosite ca și colateral(gaj). Modul de alocare a acțiunilor a fost stabilit în 1998 pe baza populației statelor și a produsului intern brut al fiecărui stat.
Mai jos se află un tabel cu acțiunile deținute de fiecare bancă centrală la 1 ianuarie 2011. Băncile centrale care nu fac parte din Zona Euro sunt obligate să participe cu un procent mai mic la capitalul social.
| Băncile Centrale Naționale                               | Procent din capitalul total (%) | Capital vărsat (€) |
| -------------------------------------------------------- | ------------------------------- | ------------------ |
| Nationale Bank van België / Banque Nationale de Belgique | 2,4256                          | 180 157 051,35     |
| Deutsche Bundesbank                                      | 18,9373                         | 1 406 533 694,10   |
| Eesti Pank                                               | 0,1790                          | 13 294 901,14      |
| Central Bank of Ireland                                  | 1,1107                          | 82 495 232,91      |
| Bank of Greece                                           | 1,9649                          | 145 939 392,39     |
| Banco de España                                          | 8,3040                          | 616 764 575,51     |
| Banque de France                                         | 14,2212                         | 1 056 253 899,48   |
| Banca d'Italia                                           | 12,4966                         | 928 162 354,81     |
| Central Bank of Cyprus                                   | 0,1369                          | 10 167 999,81      |
| Banque centrale du Luxembourg                            | 0,1747                          | 12 975 526,42      |
| Central Bank of Malta                                    | 0,0632                          | 4 694 065,65       |
| De Nederlandsche Bank                                    | 3,9882                          | 296 216 339,12     |
| Oesterreichische Nationalbank                            | 1,9417                          | 144 216 254,37     |
| Banco de Portugal                                        | 1,7504                          | 130 007 792,98     |
| Banka Slovenije                                          | 0,3288                          | 24 421 025,10      |
| Národná banka Slovenska                                  | 0,6934                          | 51 501 030,43      |
| Suomen Pankki - Finlands Bank                            | 1,2539                          | 93 131 153,81      |
| Total                                                    | 69,9705                         | 5 196 932 289,36   |
| Zona Non-Euro:                                           |                                 |                    |
| Българска народна банка (Banca Națională a Bulgariei)    | 0,8686                          | 3 505 013,50       |
| Česká národní banka                                      | 1,4472                          | 5 839 806,06       |
| Danmarks Nationalbank                                    | 1,4835                          | 5 986 285,44       |
| Latvijas Banka                                           | 0,2837                          | 1 144 798,91       |
| Lietuvos bankas                                          | 0,4256                          | 1 717 400,12       |
| Magyar Nemzeti Bank                                      | 1,3856                          | 5 591 234,99       |
| Narodowy Bank Polski                                     | 4,8954                          | 19 754 136,66      |
| Banca Națională a României                               | 2,4645                          | 9 944 860,44       |
| Sveriges Riksbank                                        | 2,2582                          | 9 112 389,47       |
| Bank of England                                          | 14,5172                         | 58 580 453,65      |
| Total                                                    | 30,0295                         | 121 176 379,25     |

## Nume în alte limbi
BCE este cunoscută cu inițiale diferite în mai multe limbi:
- EZB: Europäische Zentralbank
- BCE: Banque Centrale Européenne, Banco Central Europeo, Banca Centrale Europea, Banco Central Europeu, Banca Centrală Europeană¹
- ECB: European Central Bank, Europæiske Centralbank, Europese Centrale Bank, Europeiska Centralbanken
- ΕΚΤ: Ευρωπαικη Κεντρικη Τραπεζα
- EKP: Euroopan Keskuspankki

¹ Varianta în limba română nu este încă oficială atâta timp cât România nu este parte a zonei euro.

## Politică monetară
Competența în domeniul politicii monetare a zonei euro a fost transferată la nivel comunitar fapt stabilit prin Tratatul de la Maastricht. Tratatul de la Maastricht atribuie BCE responsabilitatea pentru politica monetară unică și îi
încredințează un obiectiv fundamental, respectiv menținerea stabilității prețurilor. Țările participante la zona euro nu mai dispun de politici monetare și valutare și, prin urmare, trebuie să se bazeze pe alte politici pentru a promova competitivitatea și a se adapta la șocuri.
În zona euro, deciziile de politică monetară sunt luate de Consiliul guvernatorilor BCE, care este format din cei șase membri ai Comitetului executiv al BCE și din guvernatorii băncilor centrale naționale ale țărilor din zona euro, pe baza principiului „o persoană, un vot”. În ceea ce privește operațiunile prin care sunt puse în aplicare deciziile de politică monetară, Consiliul guvernatorilor le derulează, ori de câte ori este posibil și adecvat, prin intermediul băncilor centrale naționale, în conformitate cu principiul descentralizării operaționale.
Tratatul interzice în mod explicit finanțarea deficitelor bugetare prin intermediul băncilor centrale. Acesta mai prevede că sectorul public nu trebuie să beneficieze de acces privilegiat la instituțiile financiare. În plus, așa-numita clauză „no bail-out” din Tratat menționează clar faptul că nici Comunitatea, niciun stat membru nu poate fi considerat responsabil pentru angajamentele asumate de un alt stat membru. Tratatul impune statelor membre UE obligația de a evita deficitele excesive. În ceea ce privește statele membre care nu respectă plafoanele pentru deficitul bugetar și pentru datoria publică stabilite în Protocolul privind procedura de deficit excesiv (PDE), anexat Tratatului, aplicarea acestei proceduri poate conduce, în ultimă instanță, la sancțiuni financiare.
Pe baza analizelor economice și monetare periodice, Consiliul guvernatorilor ia decizii referitoare la nivelul principalelor rate ale dobânzilor BCE în vederea realizării obiectivului de stabilitate a prețurilor. Apoi, Comitetul executiv al BCE răspunde de implementarea deciziilor de politică monetară. Acestea sunt aplicate prin orientarea ratelor dobânzilor pe termen scurt de pe piața monetară către nivelul ratelor dobânzilor hotărât de Consiliul guvernatorilor.
Pentru orientarea ratelor dobânzilor pe termen scurt de pe piața monetară către nivelul ratelor dobânzilor stabilit de Consiliul guvernatorilor, BCE și Eurosistemul utilizează trei instrumente:
- (1) rezervele minime obligatorii (RMO)
- (2) operațiunile de piață
- (3) facilitățile permanente

Funcția principală a rezervelor minime obligatorii  este stabilizarea ratelor dobânzilor pe piața monetară. Băncile trebuie să dețină rezervele minime obligatorii în conturile Eurosistemului. Aceste rezerve generează cererea structurală de lichiditate din partea sectorului bancar al zonei euro, nivelul acestora fiind stabilit în funcție de bilanțul fiecărei instituții de credit. Aproximativ 6 000 de bănci fac obiectul constituirii rezervelor minime obligatorii. RMO trebuie îndeplinite, în medie, pe parcursul perioadei de constituire, respectiv intervalul pentru care se calculează nivelul rezervelor care trebuie constituite de către bănci. Această perioadă începe de obicei în ziua de marți următoare ședinței Consiliului guvernatorilor care are programată evaluarea orientării politicii monetare. Rezervele minime obligatorii sunt remunerate de Eurosistem la o rată a dobânzii medii marginale aferente operațiunii principale de refinanțare din perioada de constituire. Rezerve minime obligatorii reprezintă nivelul minim al rezervelor pe care instituțiile de credit sunt obligate să le dețină la banca centrală. Pentru fiecare instituție, se calculează ca procent din totalul depozitelor constituite de clienții nebancari la acea instituție de credit.

 Operațiunile de piață  dețin rolul cel mai important în gestionarea condițiilor de lichiditate ale sectorului bancar din zona euro și în orientarea ratelor dobânzilor pe termen scurt de pe piața monetară. Acestea se realizează descentralizat, respectiv BCE coordonează operațiunile, dar tranzacțiile sunt derulate practic la nivelul BCN.
Eurosistemul desfășoară trei categorii de operațiuni, și anume:
1. operațiunile principale de refinanțare – OPR
2. operațiunile de refinanțare pe termen mai lung – ORTL
3. operațiunile de reglaj fin – ORF

Prin intermediul operațiunile principale de refinanțare și operațiunile de refinanțare pe termen mai lung, Eurosistemul creditează băncile. Creditele sunt întotdeauna acordate pe o perioadă scurtă și prestabilită, în schimbul garanțiilor, pentru protejarea Eurosistemului de riscul financiar. 
Operațiunile principale de refinanțare sunt efectuate săptămânal, sub forma unor licitații cu o rată a dobânzii minimă acceptată variabilă, pe bază de oferte, având scadența la o săptămână. În cadrul acestor licitații, băncile pot depune oferte cu mai multe rate ale dobânzii, la un nivel egal sau superior ratei dobânzii minime acceptate anunțate în prealabil. Ofertele cu cele mai ridicate rate ale dobânzii sunt satisfăcute cu prioritate, după care urmează celelalte oferte, în ordine descrescătoare, până la epuizarea volumului de lichiditate care face obiectul alocărilor.
'Operațiunile de refinanțare pe termen mai lung se desfășoară sub forma unor licitații lunare cu o rată a dobânzii minimă acceptată variabilă, având scadența la trei luni.
La operațiunile principale de refinanțare și operațiunile de refinanțare pe termen mai lung pot participa numeroase bănci, aproximativ 1 700.
Operațiunile de reglaj fin nu constituie un instrument cu frecvență periodică în ceea ce privește furnizarea sau absorbția de lichiditate, aceste operațiuni fiind efectuate în funcție de necesități.
Eurosistemul pune la dispoziția băncilor două facilități permanente și anume:
1. facilitatea de creditare marginală
2. facilitatea de depozit

Facilitatea de depozit este facilitatea permanentă a Eurosistemului, care constă în posibilitatea contrapartidelor de a constitui la o BCN depozite overnight, remunerate la o rată a dobânzii prestabilită.
Facilitatea de creditare marginală este facilitatea permanentă a Eurosistemului, care constă în posibilitatea contrapartidelor de a obține credite overnight de la o BCN, la o rată a dobânzii prestabilită, garantate cu active eligibile.
| Data               | Rata dobânzii la facilitatea de depozit | Rata dobânzii de politică monetară | Rata dobânzii la facilitatea de creditare |
| ------------------ | --------------------------------------- | ---------------------------------- | ----------------------------------------- |
| 1 ianuarie 1999    | 2,00                                    | 3,00                               | 4,50                                      |
| 4 ianuarie 1999    | 2,75                                    | 3,00                               | 3,25                                      |
| 22 ianuarie 1999   | 2,00                                    | 3,00                               | 4,50                                      |
| 9 aprilie 1999     | 1,50                                    | 2,50                               | 3,50                                      |
| 5 noiembrie 1999   | 2,00                                    | 3,00                               | 4,00                                      |
| 4 februarie 2000   | 2,25                                    | 3,25                               | 4,25                                      |
| 17 martie 2000     | 2,50                                    | 3,50                               | 4,50                                      |
| 28 aprilie 2000    | 2,75                                    | 3,75                               | 4,75                                      |
| 9 iunie 2000       | 3,25                                    | 4,25                               | 5,25                                      |
| 28 iunie 2000      | 3,25                                    | 4,25                               | 5,25                                      |
| 9 ianuarie 2000    | 3,50                                    | 4,50                               | 5,50                                      |
| 6 octombrie 2000   | 3,75                                    | 4,75                               | 5,75                                      |
| 11 mai 2001        | 3,50                                    | 4,50                               | 5,50                                      |
| 31 august 2001     | 3,25                                    | 4,25                               | 5,25                                      |
| 18 septembrie 2001 | 2,75                                    | 3,75                               | 4.75                                      |
| 9. November 2001   | 2,25                                    | 3,25                               | 4,25                                      |
| 6 decembrie 2002   | 1,75                                    | 2,75                               | 3,75                                      |
| 7 martie 2003      | 1,50                                    | 2,50                               | 3,50                                      |
| 6 iunie 2003       | 1,00                                    | 2,00                               | 3,00                                      |
| 6 decembrie 2005   | 1,25                                    | 2,25                               | 3,25                                      |
| 8 martie 2006      | 1,50                                    | 2,50                               | 3,50                                      |
| 15 iunie 2006      | 1,75                                    | 2,75                               | 3,75                                      |
| 9 august 2006      | 2,00                                    | 3,00                               | 4,00                                      |
| 11 octombrie 2006  | 2,25                                    | 3,25                               | 4,25                                      |
| 13 decembrie 2006  | 2,50                                    | 3,50                               | 4,50                                      |
| 14 martie 2007     | 2,75                                    | 3,75                               | 4,75                                      |
| 13 iunie 2007      | 3,00                                    | 4,00                               | 5,00                                      |
| 9 iulie 2008       | 3,25                                    | 4,25                               | 5.25                                      |
| 8 octombrie 2008   | 2,75                                    |                                    | 4,75                                      |
| 9 octombrie 2008   | 3,25                                    |                                    | 4,25                                      |
| 15 octombrie 2008  | 3,25                                    | 3,75                               | 4,25                                      |
| 12. November 2008  | 2,75                                    | 3,25                               | 3,75                                      |
| 10 decembrie 2008  | 2,00                                    | 2,50                               | 3,00                                      |
| 21 ianuarie 2009   | 1,00                                    | 2,00                               | 3,00                                      |
| 11 martie 2009     | 0,5                                     | 1,50                               | 2,5                                       |
| 8 aprilie 2009     | 0,25                                    | 1,25                               | 2,25                                      |
| 13 mai 2009        | 0,25                                    | 1,00                               | 1,75                                      |
| 13 aprilie 2011    | 0,5                                     | 1,25                               | 2,00                                      |
| 13 iulie 2011      | 0,75                                    | 1,5                                | 2,25                                      |

BCE a convenit asupra unui acord valutar (linie de swap) cu Rezervele Federale ale SUA în legătură cu operațiunea Term Auction Facility în USD. BCE a efectuat o serie de operațiuni de furnizare de lichidități în USD băncilor din zona euro, în numele Rezervelor Federale.

## Regimul cursului Euro
Pentru euro a fost adoptat un regim flexibil al cursului de schimb, ceea ce presupune că valoarea externă a monedei euro – la fel ca cea a principalelor valute, cum ar fi dolarul SUA este stabilită pe piață.

## Independență
Banca Centrală Europeană este o instituție independentă. Nici Banca Centrală Europeană, nici băncile centrale naționale din Eurosistem și niciun membru al instanțelor însărcinate cu luarea deciziilor nu pot cere sau accepta instrucțiuni de la un alt organism. Toate instituțiile UE și toate guvernele naționale trebuie să respecte acest principiu. Noul Tratat de la Lisabona include BCE printre instituțiile Uniunii Europene. Aceasta reflectă faptul că politica monetară este indivizibilă și că băncile centrale trebuie să fie independente pentru a asigura stabilitatea prețurilor. Eurosistemul beneficiază de un grad înalt de independență față de influențele politice. În schimb, politicile economice (fiscale sau structurale) rămân, în mare măsură, de resortul statelor membre, înscriindu-se într-un cadru european menit să asigure disciplina.
Independența instituțională a BCE față de orice ingerință, inclusiv din partea guvernelor, este garantată prin dispozițiile articolului 108 din Tratatul de la Maastricht. Controlul deplin asupra bazei monetare este asigurat prin monopolul asupra emiterii de bancnote și prin cerința ca emiterea de monede de către statele membre să fie supusă aprobării BCE. Articolul 101 din Tratat protejează Eurosistemul împotriva presiunilor în favoarea finanțării datoriei publice prin interzicerea acordării de credite sectorului public de către Eurosistem. Independența personală le garantează membrilor Consiliului guvernatorilor siguranța mandatului și le permite să evite orice conflicte de interese.
În această privință, Statutul SEBC/BCE protejează independența personală a organelor de decizie ale BCE prin prevederea unor contracte pe durată determinată relativ îndelungate și prin interzicerea revocării din funcție pe baza rezultatelor unor politici aplicate anterior. În acest sens, se consideră esențial ca guvernatorii băncilor centrale să dețină mandate semnificativ mai lungi decât cele ale politicienilor; astfel, guvernatorii băncilor centrale pot avea în vedere un orizont mai îndepărtat, concentrându-se asupra aspectelor pe termen mediu, în timp ce politicienii au obiective pe termen mai scurt, în concordanță cu ciclurile electorale. În cadrul UEM, independența este asigurată prin bugetul propriu al BCE, care este independent de cel al UE, și prin subscrierea și vărsarea integrală a capitalului BCE de către băncile centrale naționale din cadrul Eurosistemului. Legitimitatea democratică a băncilor centrale independente este reglementată diferit în funcție de fiecare sistem democratic. Legitimitatea democratică a BCE/SEBC, pot fi evidențiate trei elemente. În primul rând, ratificarea Tratatului și a amendamentelor aduse statutelor băncilor centrale naționale de legislația națională, în al doilea rând, numirea membrilor Consiliului guvernatorilor, alcătuit din membrii Comitetului executiv al BCE și din guvernatorii băncilor centrale naționale, de către instituții democratice. Președintele BCE și ceilalți membri ai Comitetului executiv pot fi audiați de comisiile competente ale Parlamentului European, fi e la solicitarea Parlamentului, fi e la solicitarea acestora.

## Principalele instrumente și canale de comunicare utilizate de Banca Centrală Europeană
- Președintele și vicepreședintele BCE susține o conferință de presă lunară, imediat după prima ședință a Consiliului guvernatorilor din luna respectivă. Cu această ocazie, președintele prezintă declarația introductivă în numele Consiliului guvernatorilor.
- Buletinul lunar este un canal de comunicare important utilizat de către BCE. Această publicație furnizează publicului larg și piețelor financiare o analiză detaliată și aprofundată a mediului economic și a evoluțiilor monetare. În general, Buletinul lunar este publicat la o săptămână după desfășurarea ședinței Consiliului guvernatorilor
- Președintele BCE se prezintă de patru ori pe an în fața Comisiei economice și monetare a Parlamentului European. Președintele oferă explicații privind deciziile de politică monetară ale BCE și apoi răspunde întrebărilor formulate de membrii Comisiei Europene.